# Struikheide-orde
De struikhei-orde (Calluno-Ulicetalia) is een orde uit de klasse van droge heiden (Calluno-Ulicetea). De orde omvat plantengemeenschappen van droge heide met twee onderliggende verbonden, het verbond van struikhei en kruipbrem en het kraaihei-verbond.

## Naamgeving en codering
- Nederlands: Struikheide-orde, struikhei-orde
- Frans: Landes cantabro- et méditerranéo-atlantiques
- Duits: Subatlantischen Zwergstrauchheiden
- Engels: Dry siliceous heath
- Syntaxoncode voor Nederland (rVvN): r20A

De wetenschappelijke naam Calluno-Ulicetalia is afgeleid van de botanische namen van twee diagnostische taxa binnen zowel de orde als de bovenliggende klasse. Dit zijn respectievelijk struikhei (Calluna vulgaris) en dwerggaspeldoorn (Ulex minor).

## Kenmerken
Voor de kenmerken van deze orde, zie de klasse van droge heiden.

## Onderliggende syntaxa in Nederland en Vlaanderen
De struikhei-orde wordt in Nederland en Vlaanderen vertegenwoordigd door twee verbonden.
- - verbond van struikhei en kruipbrem (Calluno-Genistion)
    - associatie van struikhei en stekelbrem (Genisto anglicae-Callunetum)
    - associatie van struikhei en bosbes (Vaccinio-Callunetum)

  - kraaihei-verbond (Empetrion nigri)
    - associatie van zandzegge en kraaihei (Carici arenariae-Empetretum)
    - associatie van eikvaren en kraaihei (Polypodio-Empetretum)
    - associatie van kruipwilg en kraaihei (Salici repentis-Empetretum)

## Diagnostische taxa voor Nederland en Vlaanderen
Deze orde heeft voor Nederland en Vlaanderen geen specifieke kensoorten.

## Fotogalerij

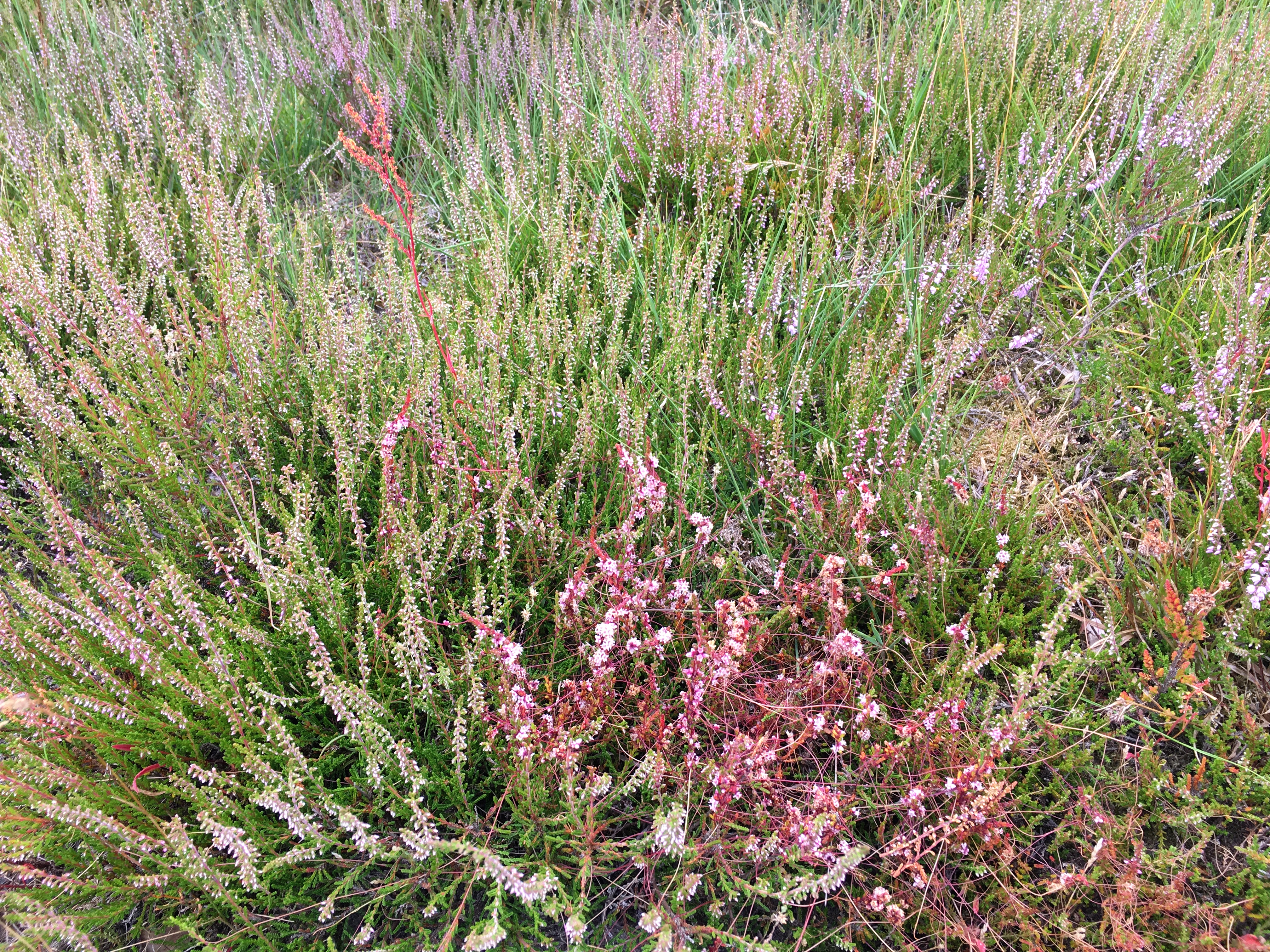
Associatie van struikhei en stekelbrem
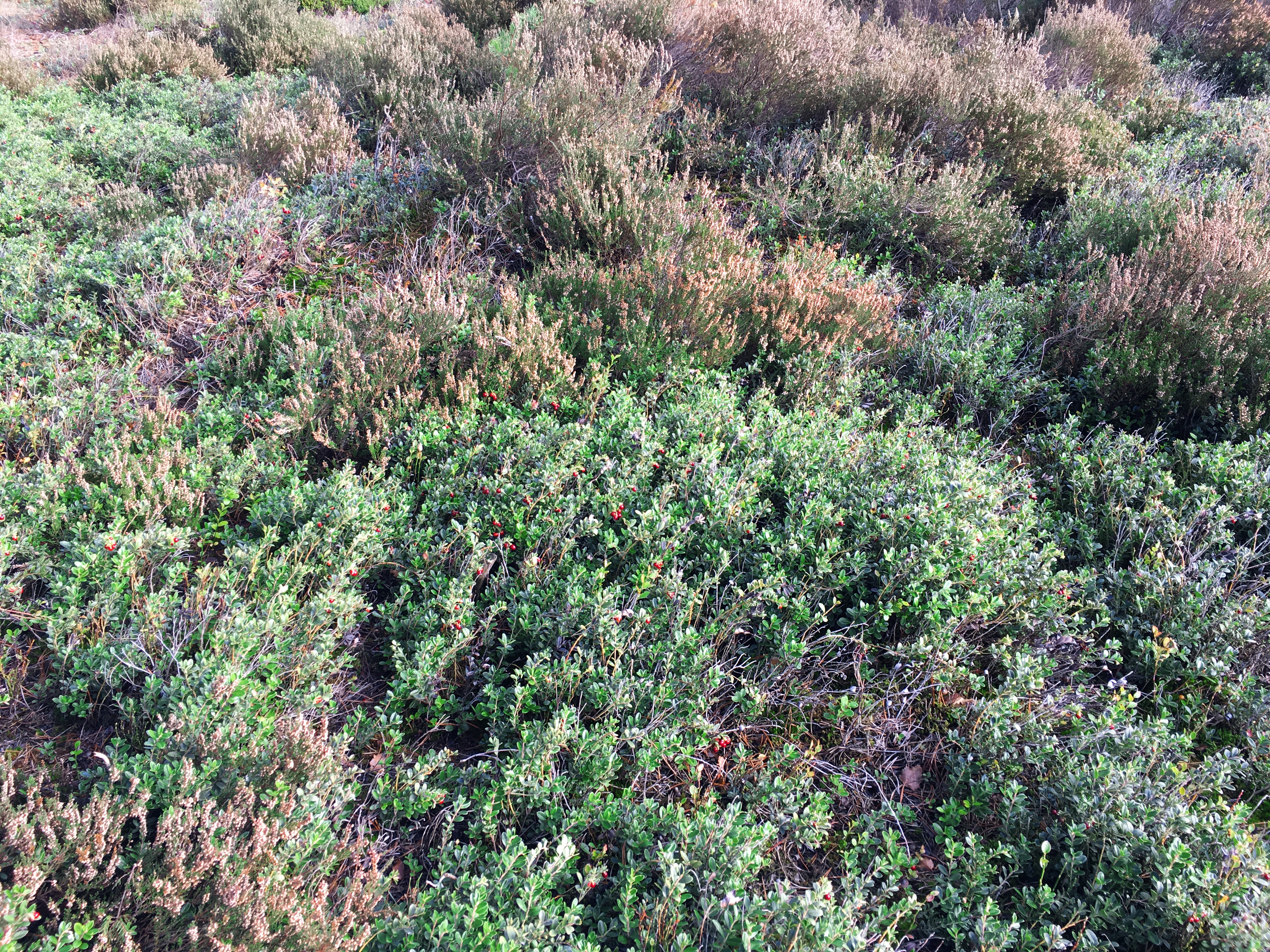
Associatie van struikhei en bosbes
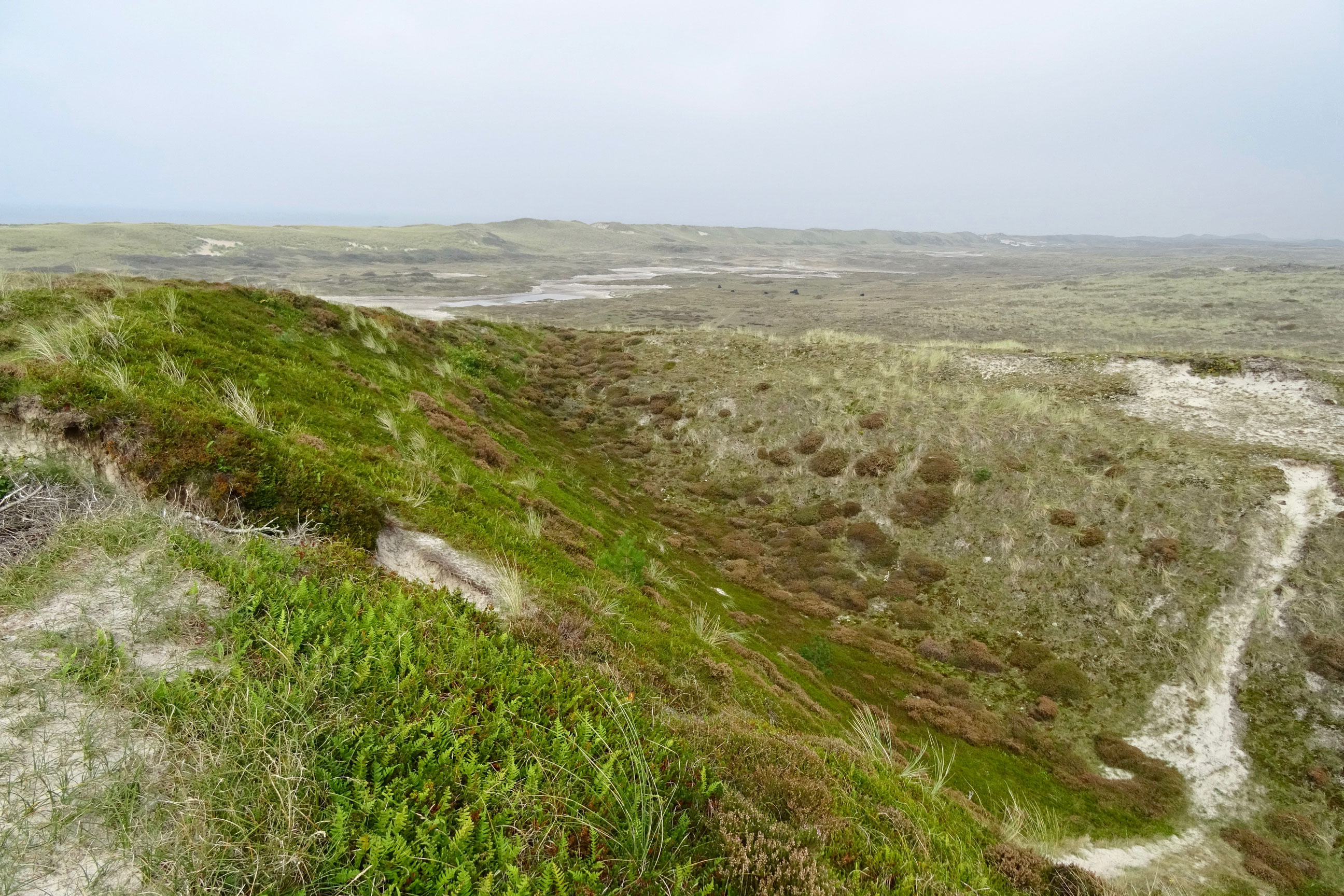
Een vroeg herfstaspect van de associatie van eikvaren en kraaihei